# Obsjtina Măglizj
Obsjtina Măglizj (bulgariska: Община Мъглиж) är en kommun i Bulgarien.   Den ligger i regionen Stara Zagora, i den centrala delen av landet, 190 km öster om huvudstaden Sofia.
Obsjtina Măglizj delas in i:
- Vetren
- Dăbovo
- Zimnitsa
- Tulovo
- Julievo
- Jagoda
- Sjanovo

Följande samhällen finns i Obsjtina Măglizj:
- Măglizj